# Ministerio de Hajj y Asuntos Religiosos
El Ministerio de Hajj y Asuntos Religiosos (en pastún: :د ارشاد حج او اوقافو وزارت‎ - en persa: :وزارت ارشاد حج و اوقاف‎) es un ministerio de Afganistán que integra en el Consejo de Ministros. Fue establecido en 1983.  Las responsabilidades del ministerio incluyen el envío de afganos al Hach (peregrinación) a la Umrah en Arabia Saudita;

## Historia
Basado en la necesidad urgente de la comunidad afgana y la decisión de establecer una oficina bajo el nombre del Alto departamento de Awqaf, en 1971 se formó como una asociación sin fines de lucro de propósito general en el Ministerio de Justicia, y trabajó en asuntos relacionado con: Registro, extradición y adquisición de propiedades y propiedades Awqaf, bienes inmuebles y muebles, santuarios, regulación y coherencia de mezquitas, etc.), y comenzaron a trabajar en un edificio alquilado.
El jefe honorario del departamento de Awqaf era Mohamed Zahir Shah, el rey de la época y su presidente era Sayed Hakim Kamal Shinwari, cuyos asuntos eran administrados por la oficina del fiscal en las provincias. Esta oficina se disolvió en 1973, tras el golpe de Estado y después del cambio del régimen de reino a república, y solo mantuvo dos oficinas de la dirección general Awqaf y Hajj, comprendió la formación de la Gran Cancillería.
En ese momento, la agencia tenía cuatro representantes:
- Representante de La Meca en Arabia Saudita (Rebat Afghani, Nader Shahi)
- Representación en la provincia de Herat
- Representación en la provincia de Balkh
- Representación en la provincia de Kandahar.

En 1979, la oficina se actualizó y pasó a llamarse Departamento de Asuntos Islámicos, encabezado por el Dr. Saeed Afghani, quien fue designado como el primer jefe del Departamento de Asuntos Islámicos. En ese momento, la sede actual del Ministerio se adquirió con dinero del Presupuesto de Asuntos Islámicos.
En 1983, la Dirección de Asuntos Islámicos fue ascendida a Ministerio de Asuntos Islámicos. Abdul Wali Hojjat fue nombrado primer ministro de Asuntos Islámicos. Después de su renuncia, Abdul Jamil Zarifi fue nombrado ministro.
Con el advenimiento del  Régimen Talibán Abdul Shakur fue nombrados como el ministro de Asuntos Islámicos.
Desafortunadamente, en 1997, durante el gobierno de los talibanes, este ministerio pasó a llamarse Ministerio de Jalilah, y se fusionó con el Ministerio de Justicia, Educación Obligatoria y el Consejo de Ulema y Clérigos también trabajó en el marco de este ministerio.
En 2002, el Ministerio de Hajj y Asuntos Religiosos se estableció bajo el título de Orientación Islámica, a fines de 2009, el Dr. Mohammad Yousef "Niazi" fue nombrado ministro.
El ministerio de orientación del Hajj y Asuntos Religiosos desde sus inicios ha estado organizando asuntos de los Awqaf, las peregrinaciones, las mezquitas y las publicaciones. En general, de acuerdo con la necesidad de la sociedad tradicional afgana.

## El Ministerio
El Ministerio de Haj y Asuntos Religiosos es el ministerio clave responsable de abordar los asuntos religiosos en Afganistán. Está compuesto por la Dirección de Coordinación de Asuntos de la Dirección de Documentos y Comunicación, la Dirección de Política y Coordinación,  Departamento de Investigación de Estudios Islámicos, Dirección de Finanzas. Actualmente, el ministerio de Hajj y Asuntos Religiosos tiene dos viceministros, cuatro asesores y cinco asesores que son pagos por el Ministerio de Economía. El número de su jefatura es de 20 directores. Cuenta con un personal total de 8.330 empleados, incluidos imanes y predicadores de mezquitas y personal de Taqiyya y los sitios religiosos que son activo en todo el país. 
En las diferentes provincia del país se encuentran dependencias del misterio bajo el nombre de Direcciones del Ministerio de Hajj y Asuntos religiosos.
Entre sus obligaciones está recaudar ingresos relacionados con las donaciones y presentarlos al gobierno en una cuenta bancaria específica; identificación y adquisición de propiedades relacionadas con la donaciones, proporcionando a niñas y niños enseñanzas islámicas en las mezquitas y lugares sagrados, coordinar  Qaris - y Hafiz - asuntos relacionados y asegurar asuntos culturales y publicitarios, Khanqah, asegurar relaciones diplomáticas con embajadas y con organizaciones de bienestar islámicas de todo el mundo a través del Ministerio de Relaciones Exteriores; emisión de Fatwa  y prueba a imanes y predicadores; mejor coordinación de los asuntos de predicación a través de mezquitas, convocar reuniones y ceremonias religiosas, y sensibilizar a la opinión pública sobre cuestiones religiosas a nivel nacional. El Ministerio emite el boletín Payam-e-Haq y supervisa el trabajo del Centro de Investigación de Estudios Islámicos.

## Ministros
| Nombre                   | Período                           | Notas                                                                     |
| ------------------------ | --------------------------------- | ------------------------------------------------------------------------- |
| Mohammad Hanif Balkhi    | Diciembre de 2001 - junio de 2002 |                                                                           |
| Mohammed Amin Naziryar   | Junio de 2002 - diciembre de 2004 |                                                                           |
| Nematullah Shahrani      | Diciembre de 2004 - enero de 2010 | Viceministro fue, hasta septiembre de 2009, Sayed Noorullah Murad.        |
| Yusuf Niazi              | Enero de 2010 - noviembre de 2014 |                                                                           |
| Faiz Mohammad Usmani     | Diciembre de 2014 – 2019          | Es nombrado ministro en funciones por el presidente Ashraf Ghani Ahmadzai |
| Alhaj Maulvi Abdul Hakim | 2019                              | Ministro interino                                                         |